# جمال جميل أحمد ناصر
جمال جميل أحمد ناصر ولد في القدس وهو محامٍ ووزير عدل سابق في الأردن. مختص في حقوق المرأة في الشريعة الإسلامية. محامٍ في لينكولن (Inn's Inn) . توفي عن عمر يناهز 92 عامًا.
وهو عضو  في نقابة المحامين الاردنيين كما له الحق بمزاولة المهنة امام المحامين العرب الاخرين. إضافة لذلك هو مفوض لممارسة القانون في الصين. و مختص ومفوض في القانون الدولي وقوانين النزاع. القانون التجاري ، القانون العام ، القوانين العربية والإسلامية.
تعين بموجب مرسوم ملكي المستشار القانوني للمغفور له جلالة الملك الحسين  في قصر المستشار القانوني للسفارة الأردنية والقوات المسلحة في المملكة المتحدة. و عضو جمعية التحكيم الأمريكية. وأيضا ًعضو جمعية القانون الدولي. عضو دائم و محاضر في الجامعات الرائدة في الفوانين الدولية والنزاع . و عضو في الأكاديمية الدولية لمحاميي الزواج. كما كان  وزير العدل السابق ، و القائم بأعمال وزير الخارجية وعضو مجلس النواب الأردني.

## المهنة
تم قبول ناصر في نقابة المحامين بصفته محاميًا لنزل لنكولن.و في عام 1955 حصل على درجة الدكتوراه من كلية الدراسات الشرقية والأفريقية في جامعة لندن ، عن أطروحة حول موضوع «عقيدة الكفاءة حسب الحقوق الإسلامية والتقاليد الحديثة ، مع طبعة نقدية من الزيديين MS المرأة المبينة للناظر ما هو الحق في مسألة الكفاءة».  وهو وزير العدل السابق في الأردن. وقد كتب كتابين عن جوانب القانون الإسلامي التي لم تغطى بشكل جيد في اللغة الإنجليزية في السابق. 